# Le Poignard malais
Pour plus de détails, voir Fiche technique et Distribution.
Le Poignard malais est un film français réalisé par Roger Goupillières et sorti en 1931.

## Fiche technique
- Titre : Le Poignard malais
- Réalisation : Roger Goupillières
- Scénario : Jean Aragny, d'après la pièce de Tristan Bernard
- Photographie : Fédote Bourgassoff et René Colas
- Décors : Jacques Colombier et Pierre Kefer
- Son : Robert Teisseire
- Musique : Jean Eblinger
- Production : Pathé-Natan
- Pays d'origine :  France
- Durée : 60 minutes
- Date de sortie : France - 30 janvier 1931

## Distribution
- Jean Marchat : Lucien Moutier
- Jean Toulout : Moutier
- Gaby Basset : Maggy
- Florelle
- Charlotte Barbier-Krauss : Mme Moutier
- Jane Méa : Mlle de Saint-Verneau
- Blanche Beaume : Clémence
- Gilbert Périgneaux : Pierre
- Hélène Robert : Anna
- Robert Guilbert : le lieutenant de gendarmerie
- Nicole Martel